# غوردون سلاتر
غوردون سلاتر هو موزع كندي، ولد في 22 أغسطس 1950.